# جواو دانيال مينديز ريال
جواو دانيال مينديز ريال (بالبرتغالية: João Daniel Mendes Real‏) (13 مايو 1983 في البرتغال - ) هو لاعب كرة قدم برتغالي في مركز الدفاع. لعب مع نادي أكاديميكا كويمبرا ونافال ونادي كوفيليا.

## وصلات خارجية
- جواو دانيال مينديز ريال على موقع قاعدة بيانات كرة القدم.إي يو (الإنجليزية)
- جواو دانيال مينديز ريال على موقع Soccerway.com (الإنجليزية)
- جواو دانيال مينديز ريال على موقع عالم كرة القدم.نت (الإنجليزية)
- جواو دانيال مينديز ريال على موقع AS.com (الإسبانية)